# آلبرت‌ویل، گاوتنگ
البرتویل، گاوتنگ (به لاتین: Albertville, Gauteng) یک شهرک در آفریقای جنوبی است که در گائوتنگ واقع شده‌است.